# Argyrolagidae
De Argyrolagidae zijn een familie van uitgestorven Zuid-Amerikaanse buideldieren die leefden van het Laat-Mioceen tot het Laat-Plioceen. Er zijn vijf geslachten beschreven. De groep is verwant aan de hedendaagse opossummuizen.

## Kenmerken
Deze familie vertoonde een sterke overeenkomst met de huidige woestijnratten en buidelspringmuizen. Het waren mogelijk in woestijnen levende herbivore nachtdieren, die zich al springende snel over de kale grond verplaatsten. Deze dieren leken uiterlijk op een kleine kangoeroe met lange achterpoten. Het gebit bestond uit maalkiezen.

## Leefwijze
Deze dieren voedden zich voornamelijk met jonge scheuten en wortels van woestijnplanten.